# 飯縄権現

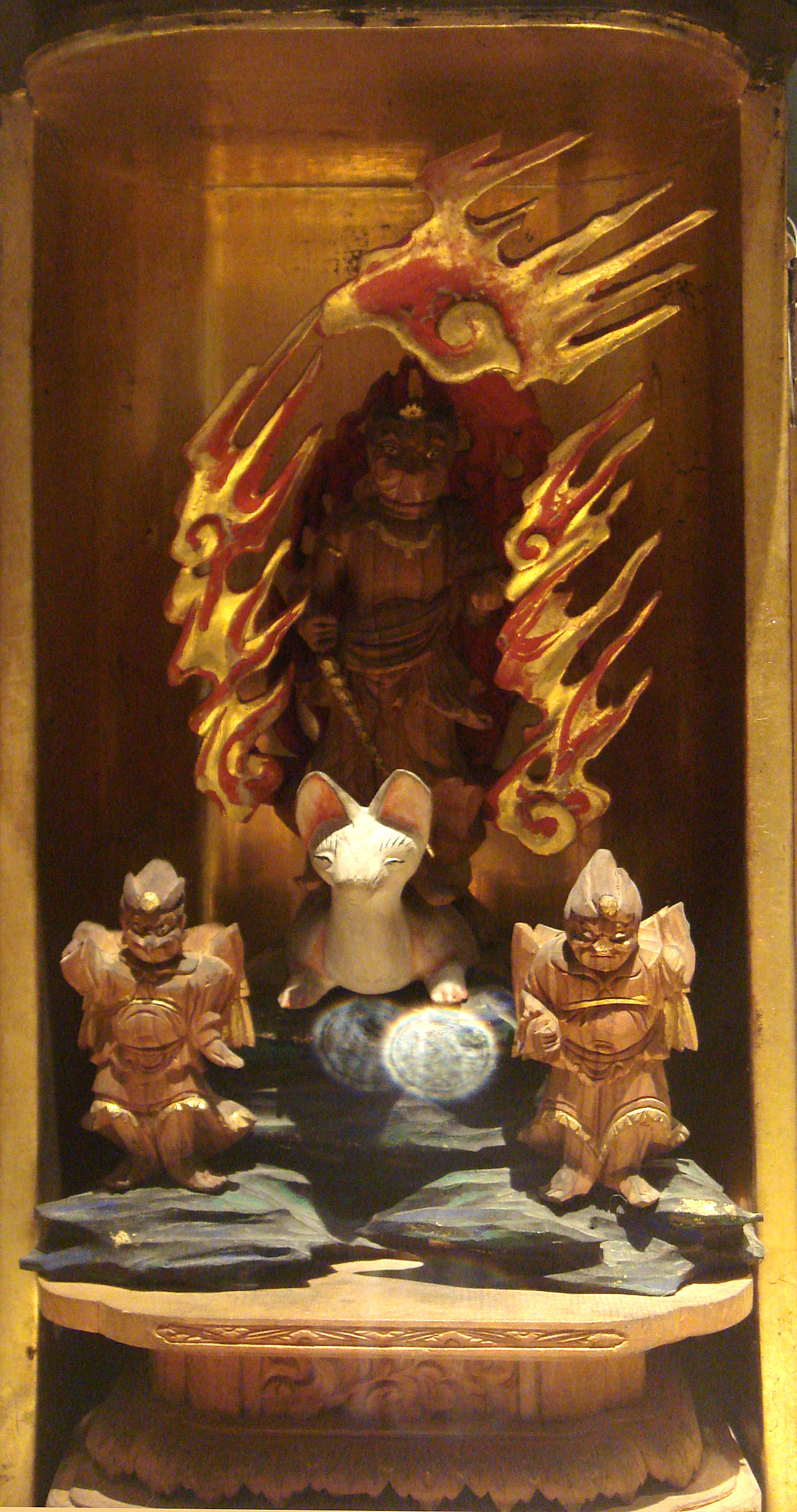
飯縄権現（ギメ東洋美術館）

飯縄権現（いづなごんげん、いいづなごんげん）とは、信濃国上水内郡（現：長野県）の飯縄山（飯綱山）に対する山岳信仰が発祥と考えられる神仏習合の神である。別称を飯綱権現、飯縄明神ともいう。

## 概要
多くの場合、剣と索を持つ烏天狗が白狐に乗った姿で表され、五体、あるいは白狐には蛇が巻きつくことがある。一般に戦勝の神とされ、細川政元、九条稙通、上杉謙信、武田信玄など中世の武将たちの間で盛んに信仰された。特に、上杉謙信の兜の前立が飯縄権現像であるのは有名。また、農耕神、火伏せの神としても信仰される。
その一方で、飯縄権現が授ける「飯縄法」は「愛宕勝軍神祇秘法」や「ダキニ天法」などとならび中世から近世にかけては「邪法」とされ、天狗や狐などを使役する外法とされつつ俗信へと浸透していった。「世に伊豆那の術とて、人の目を眩惑する邪法悪魔あり」（『茅窓漫録』）「しきみの抹香を仏家及び世俗に焼く。術者伊豆那の法を行ふに、此抹香をたけば彼の邪法行はれずと云ふ」（『大和本草』）と言及される。しかし、こうした俗信の域から離れ、現在でも信州の飯縄神社や東京都の高尾山薬王院、千葉県君津市の鹿野山神野寺、同県いすみ市の飯縄寺、日光山輪王寺など、特に関東以北の各地で熱心に信仰されており、薬王院は江戸時代には徳川家によって庇護されていた。本地仏は不動明王、荼吉尼天とされることが多いが、信州飯縄山では地蔵菩薩とされる。また、大日如来とされる場合もある。

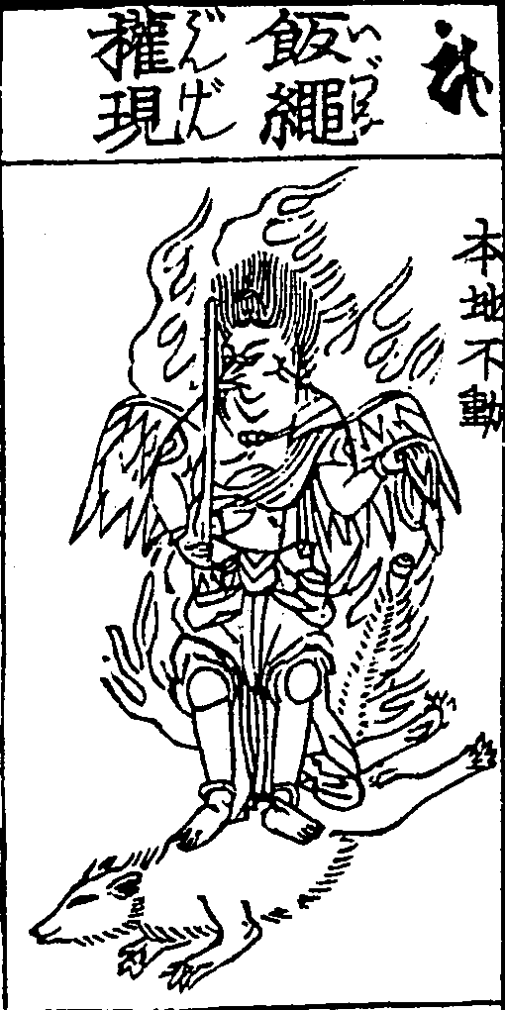
『仏像図彙』（1783年）に描かれた飯縄権現
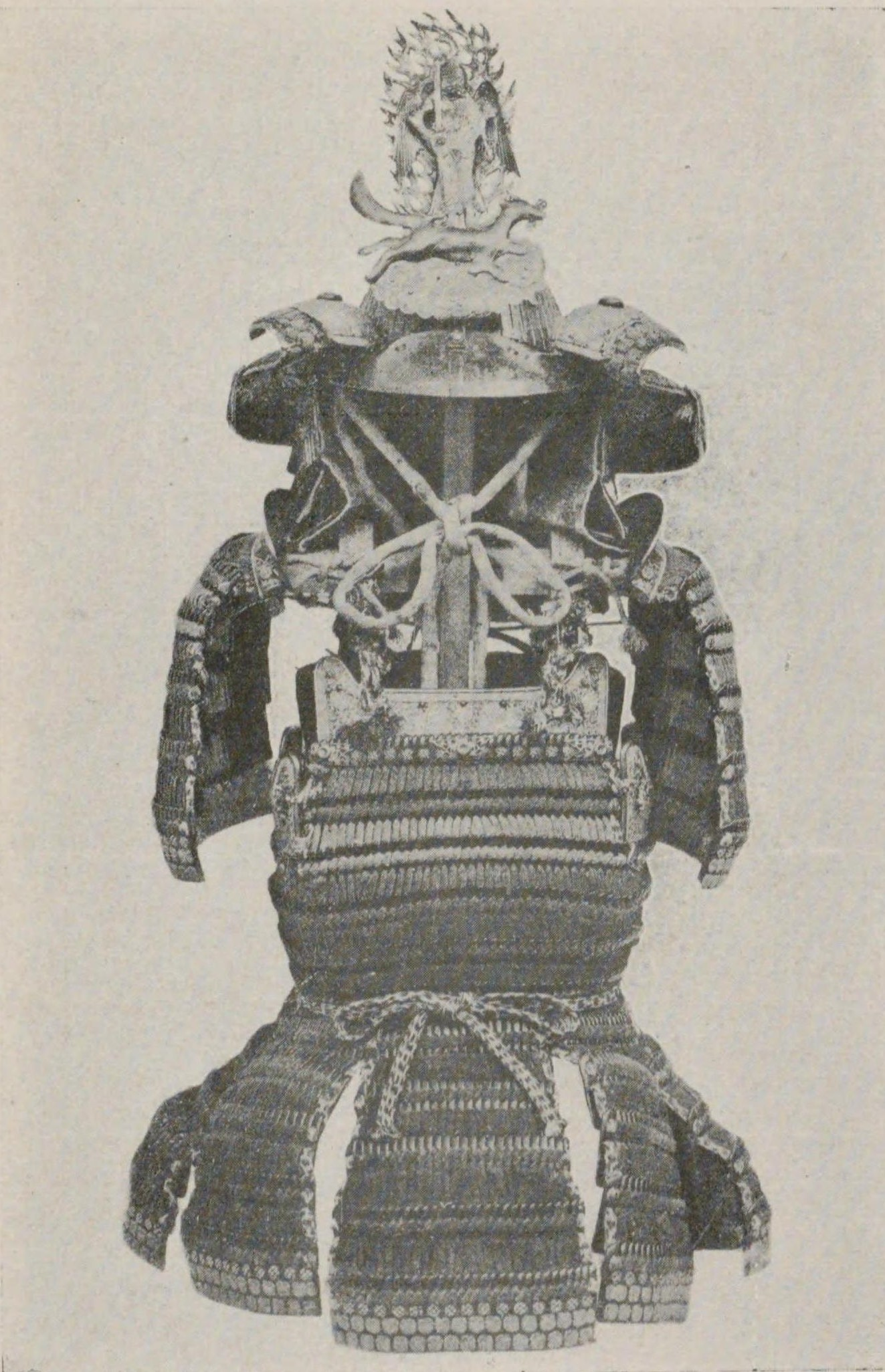
上杉謙信所用「色々威腹巻」（上杉神社蔵）。兜の前立は飯綱明神（飯縄権現）
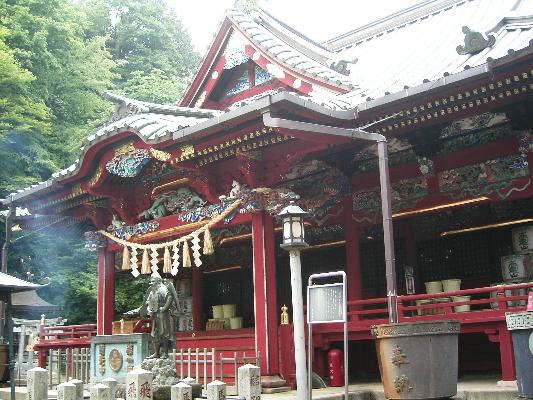
高尾山薬王院の権現堂
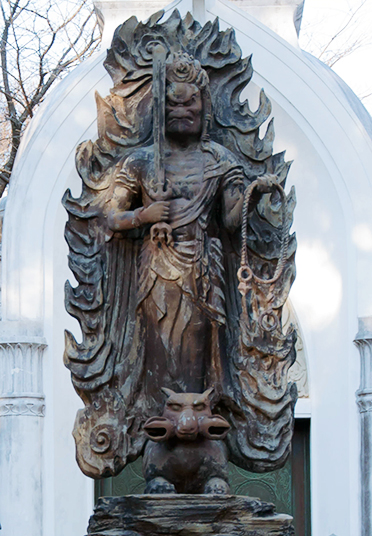
高尾山薬王院の飯縄権現銅像

## 起源
飯縄権現に対する信仰は各種縁起や祭文により描写のされ方が異なる。
信濃国の飯縄山が戸隠山の山麓の一部であるように、飯縄の修験道は、戸隠修験の傘下におかれていた。とはいえ、その発端は飯縄山にあったと思われ、"飯綱信仰は、戸隠信仰より古い"とも言われている。
根拠として、そもそも飯縄山で修行していた学問という行者が嘉祥2年（849年、異文では嘉祥3年）に戸隠山の開山を行った事実が挙げられ、遅くとも鎌倉時代・室町時代の文献にはこの記述がみられるのである。
天福元年（1233年）には、飯縄大明神が戸隠の住職のところに現れ、自分は"日本第三の天狗なり。"と名乗ったと、上で触れた室町の文献、『戸隠山顕光寺流記并序（）』に記されており、続けて「..願わくは此の山の傍らに侍し、（九頭竜）権現の慈風に当たりて三熱の苦を脱するを得ん。須らく仁祠の玉台に列すべし。当山の鎮守と為らん。」と語ったという。この九頭竜は古来より戸隠山の主とされ戸隠信仰の地主神となっていたものである。『戸隠山顕光寺流記并序』は戸隠本位の縁起なので、その観点から、飯縄明神はあくまで戸隠権現の「慈風（加護）によって」戸隠山の鎮守となったと、その主客関係を主張している。
江戸時代（近世後期）に作成された『飯縄山略縁起』では、（戸隠の開山より少し遡る）嘉祥元年（848年）3月、学問行者が飯縄山に入山して飯縄明神の姿を拝したとあり、天福元年（1233年）、荻野城主・伊藤豊前守忠縄が約400年ぶりに飯縄明神の神託を得て、山頂にしめ縄を張り飯縄神を祀った。そして大願成就のために五穀を断つなど千日行を行い神通力を得て、荒安（あらやす）村（長野県芋井）に修験道場をおこし「千日太夫」の開祖となった。この初代は「千日豊前」と称し、不老長生を会得したので170年も生きてのち尸解したなどとされている。
この他、天文15年（1546年）に書かれた『飯縄山廻祭文』では、天竺の明前月光王と金毘羅女との間にできた18の王子の内、出家せず俗に留まった十王子の第三が智羅天狗で、これが信濃国の飯縄の大明神であると語る。
飯縄山を中心とする修験は「飯縄修験」と呼ばれ、代々その長を務めるのは千日太夫と呼ばれる行者であった。武田勝頼は千日太夫の養子に仁科甚十郎の名を与え、それ以来その子孫は代々その名を名乗ることとなった。江戸時代には社領百石を支配していた。飯縄山における飯縄信仰は、この千日太夫を中心に後世形作られていったものと思われる。
飯縄権現がいつ頃から信仰としての形を整えたのか現段階で詳らかにすることはできないが、現存最古銘の飯縄神像は永福寺の神像であり、応永13年（1406年）の銘がある。また、岡山県立博物館寄託の飯縄権現像（図像）は絹本著色で室町期の作と推定されており、日光山輪王寺伝来の「伊須那曼荼羅図」には南北朝〜室町期の貞禅の名が見える。加えて、高尾山薬王院有喜寺における飯縄権現は、中興の祖俊源が永和年間（1375〜1379年）に入山した折に感得したといい、俊源が既に飯縄権現に関する情報を得ていたことをうかがわせる。先に見た縁起や講式等の記述等と併せて考えるならば、中世初期にはかなり体系的な飯縄信仰像が形成されていたと考えられる。

## 展開
一口に飯縄信仰と言っても、憑霊信仰や天狗信仰、武将や修験者、忍者の間での信仰、狐（または管狐）を用いた飯縄法など非常に多岐にわたっており、複雑な様相を呈している。実際どのようなものであったのかは今後の研究が俟たれるところである。

## 真言
- オン チラチラヤ ソワカ[39]

「チラチラヤ」は智羅天狗の「智羅」から来ている。『今昔物語集』に登場する智羅永寿という天狗の名が由来と考えられる。